# Aeródromo Kiteni
El Aeródromo Kiteni (OACI: SPKI) es un pequeño aeródromo situado en el Distrito de Echarate, provincia de La Convención, Cusco - Perú. En este aeropuerto pueden aterrizar avionetas de hasta 12500 lbs/5700 kg, su longitud es de 1020 m/3346 p en dirección 07/25, su superficie es de grava compactada.